# 夏樹静子サスペンスシリーズ
『夏樹静子サスペンスシリーズ』（なつきしずこサスペンスシリーズ）は、2001年から2015年までテレビ東京・BSジャパン共同制作で放送されたテレビドラマシリーズ。全12回。

## キャスト
第1作「目撃 ある愛の始まり」（2001年）
- 桂木麻子（主婦） - 沢口靖子
- 平井（県警捜査一課警部） - 永島敏行
- 和栗（鎌倉北署警部補） - 小野武彦
- 林奈津美（ホステス・中谷の恋人） - いしのようこ
- 久藤初江（恭太の母） - 斉藤林子
- 中谷のアパートの大家 - 神保共子
- 野田（藤沢署刑事） - 宍戸勝
- 中谷浩司（建設作業員・安宅の腹違いの弟） - 成田浬
- 小暮（リポーター） - 中根徹
- パチンコ店オーナー - 江藤漢
- 旅館「櫻芳庵」女将 - 福井裕子
- タクシー運転手 - 竹本純平
- モーテル「ティラミス」従業員 - 川俣しのぶ
- 桂木謙介（麻子の夫） - 峰岸徹
- 鎌倉北署刑事 - 大竹周作
- 久藤恭太（剣道の道場に通う少年） - 谷野欧太
- 安宅不動産事務員 - 平岡まゆら
- 畑山欣造（金融業経営者） - 大沢敏夫
- 安宅康信（不動産屋） - 金田明夫
- 各務徹夫（大学助教授・麻子の不倫相手） - 榎木孝明
- 佐藤裕司

第2作「最後に愛をみたのは」（2001年）
- 森口冴子（会社員） - 田中好子
- 稲垣士郎（真鶴署刑事） - 隆大介
- 高木田（真鶴署係長） - 石橋蓮司
- 村木（真鶴署刑事） - ひかる一平
- 八島邦彦（冴子の長男・ホスト） - 小谷嘉一（少年時代：松川尚瑠輝）
- 森口ミドリ（冴子の娘） - 山本愛星
- 青山昇（鎮夫の息子・ミドリの友達） - 北村優
- 角加代子（青山の婚約者） - あいざわかおり
- 鷲津昭夫（冴子の夫・故人） - 町田真一
- 横井（家政婦） - 山本緑
- 川口（モデル事務所社長） - 伊藤克信
- 民生委員 - 白川和子
- 清光児童学園職員 - 田島令子
- 修理工場社長 - 不破万作
- 新聞配達所店主 - 中村たつ
- クリーニング屋 - 笠井一彦
- キャスター - 嵯峨田啓子
- 栗田キミ子（モデル） - 廣河民
- 小川弘美（モデル） - 川合彩
- 監察医 - 望月太郎
- ジョージ（ホスト） - 谷部央年
- トッポ - 市川楓人
- ヒロミ - 塩田貞治
- タカシ - 大森雄一郎
- ボーイ - 七枝実
- ホスト - 瀬名和志、染谷隼人、流川楓、上杉薫、蘭
- 笠井理枝（青山の元妻・スナックのママ） - 二宮さよ子
- 青山鎮夫（広告代理店役員） - 風間杜夫

第3作「断崖 死のダイビング」（2001年）
- 桜木圭（ビデオカメラマン） - 水野真紀
- 佐伯淳司（貿易会社社長・環の愛人） - 小野寺昭
- 吉岡昌彦（広告代理店社長） - 河原崎建三
- 清水百合（女優） - 三浦早苗
- 柳伸一（映画評論家） - 上杉祥三
- 新宿中央署刑事 - 堀勉、小林健
- 小野田進（はつ江の息子） - 安村和之
- 本間（自転車屋） - 田口主将
- 自転車の持ち主 - 内野謙太
- 加代（家政婦） - 服部美也子
- 佐伯富江（佐伯の妻・元女優） - 大空眞弓
- 柳ふみ子（伸一の妻） - 和泉ちぬ
- レポーター - 高田恵夢
- 和彦（圭の恋人・故人） - 長岡尚彦
- 小野田はつ江（小料理屋「静」店主） - 絵沢萠子
- 橋本岩男（貿易会社の元経理部長） - 江藤漢
- 日下哲也（富江の弁護士） - 清水綋治
- 森宮環（女優） - 山本陽子
- 深山ちとせ

第4作「Wの悲劇」（2001年）
- 和辻淑枝（与兵衛の姪） - 名取裕子
- 和辻道彦（淑枝の夫・大学の准教授） - 萩原流行
- 和辻摩子（淑枝の娘） - 大河内奈々子（少女時代：横山香夢）
- 和辻卓夫（与兵衛の甥・和辻産業取締役秘書室長） - 羽場裕一
- 一条春生（摩子の家庭教師） - 奥貫薫
- 和辻繁（与兵衛の弟・和辻産業副社長） - 河原崎建三
- 鶴見（沼津東署刑事） - 森一
- 家政婦 - 川俣しのぶ
- 倉田（洋食屋「伊豆亭」店主） - 谷本一
- 鑑識係 - 吉満涼太、那波隆史
- 間崎鐘平（与兵衛の主治医） - 加勢大周
- 執事 - 本多晋
- 婦警 - 吉田悦子
- 卓夫の愛人 - 森田亜紀
- 堤（検事） - 大杉漣
- 相浦（沼津東署署長） - 田山涼成
- 和辻与兵衛（和辻産業社長） - 早坂茂三
- 和辻みね（与兵衛の妻） - 草村礼子
- 中里右京（沼津東署刑事） - 夏八木勲

第5作「死刑台のロープウェイ」（2001年）
- 不二木律子（不二木達生の妻） - 東ちづる
- 不二木達生（東行金属営業課長） - 勝村政信
- 室伏ナオミ（殺人被害者・達生の愛人） - 石井苗子
- 吉富静男（刑事課長） - 愛川欽也
- 尾美としのり、佐戸井けん太、石井愃一、五代高之、八木小織、大和なでしこ、大場久美子、松尾政寿、竹下恭司、川田しのぶ、田村元治、浅沼晋平、渡辺寛二、伊藤延広、飯田実香、池田幹、田代絢子、志田未来、松野里佳子、三崎千恵子、長門裕之

第6作「喪失 ある殺意のゆくえ」（2002年）
- 杉原渓子（九州テレビ放送ディレクター） - 沢口靖子
- 立花洋介（カメラマン・渓子の友人） - 寺脇康文
- 北坂麻里子（九州テレビ放送メインキャスター・淵上の妹） - 喜多嶋舞
- 淵上紀久子（コメンテーター） - 筒井真理子
- 森文代（森の妻） - 未來貴子
- 森潔（九州テレビ放送番組制作部長） - 佐戸井けん太
- 塚越早苗（殺人被害者・ホステス） - 松本ちえこ
- 高藤（九州テレビ放送構成作家） - モロ師岡
- 渓子の同僚 - 吉見一豊
- コメンテーター - 神保共子
- カワチ（コメンテーター） - 宮地雅子
- 光彦の母親 - 弓恵子
- 渓子の友人 - 谷川清美
- 唐津南署刑事 - 草野裕
- 福岡中央署刑事 - 山口眞司、大竹周作
- 九州テレビ放送社長 - 平野稔
- 白水村東駐在所警官 - 伊藤正之
- 浜口光彦（早苗の恋人・故人） - 谷川俊
- 久保川（渓子の同僚） - あきたむねよし
- 淵上愛（麻里子の娘） - 大城紀代
- バー「世羅美」ママ - 中山麻理
- 小宮山（白水村の医師） - 神山繁
- 真壁英敏（大辺商事会社役員） - 永島敏行
- みやづ康彦、毛利守一、大川聖一郎、黒瀬真二、永橋由美

第7作「駅に佇つ人」（2002年）
- 佐伯圭子（佐伯の後妻） - 賀来千香子
- 市原保夫（ガラスの工房職人） - 佐藤アツヒロ
- 佐伯貞悟（代議士） - 大林丈史
- 泉佐和子（佐伯の秘書） - 高瀬春奈
- 宮城県石巻臨港署課長 - 森下哲夫
- 大川 - 田嶋基吉
- 大貫の部下 - 中村啓士
- 家政婦 - 大友町子
- 橘景子（女優） - 北川えり
- 裁判長 - 川島宏知
- 検事 - 伊藤勉
- 巡査 - 十貫寺梅軒
- 岸建造（焼き鳥屋「鳥正」店主） - 妹尾正文
- 司会者 - 遠藤たつお
- 接見室係官 - 三上剛
- 船津安子（スナックのママ） - 阿知波悟美
- 川瀬（岸建造の殺害犯） - 河野洋一郎
- 岸君子（岸建造の妻） - 水木薫
- 小林正子（圭子の母） - 弓恵子
- 松井洋（弁護士） - 益岡徹
- 大貫達己（石巻臨港署警部補） - 木場勝己
- 沖田弘二、金子達、大島隆宏、岩手太郎、山村賢、福多愉快、伊坂達也、上村りな、里美まや、桐生サキコ

第8作「Cの悲劇」（2003年）
- 芦田千巻（和賢の妻） - かたせ梨乃
- 梶行男（芦田千巻の別荘の隣人） - 永澤俊矢
- 和倉元美（「東京ソフトメディカル」社長） - 高橋かおり
- 芦田和賢（システムエンジニア） - 嶋田久作
- 嬬恋署刑事 - 出光秀一郎
- 山形（警視庁刑事） - 草見潤平
- 理香（千巻の友人） - 川俣しのぶ
- 鑑識 - 河野洋一郎
- アナウンサーの声 - 佐藤直子
- 花沢ユカリ（織田の妻・新聞配達員） - 杉田かおる
- 森兼（嬬恋署警部） - 古尾谷雅人
- 織田晋一郎（「ADメディカルシステム」社員） - 石橋蓮司

第9作「訃報は午後二時に届く」（2003年）
- 那須野千春（フリーの建築士） - 沢口靖子
- 絹村透（NS建築設計事務所専務） - 東幹久
- 大北志麻子（大北耕介の妻） - 森下涼子
- 那須野成二（那須野千春の父・那須野建設社長） - 勝部演之
- 矢沢とめ（大北家の家政婦） - 塩沢とき
- 那須野久江（那須野成二の妻） - 上村香子
- 藤尾（茅ヶ崎中央署刑事） - 小林健
- 岩田（紅谷の部下） - 若杉宏二
- 東郷（秋田の刑事） - 丸岡奨詞
- 谷啓子（絹村の部下・河井の愛人） - 青山知可子
- 佐古隆（若芝造園の顧問弁護士） - 松山政路
- 茅ヶ崎中央署刑事 - 佐々木征史
- 甲府中央郵便局職員 - 田口主将
- スナックのマスター - 梅田凡乃
- 紅谷の部下 - MIKE HAHN、浜田大介
- コメンテーター - 伊藤紘
- 紅谷朔（出版社｢清潮社｣社長） - 石橋蓮司
- 河井利三郎（出版社｢清潮社｣副社長） - 清水綋治
- 大北耕介（千春の初恋の人・若芝造園社長） - 豊原功補
- 百崎（茅ヶ崎中央署刑事課長） - 西岡德馬
- 都築めぐみ、篠永文、小林千恵、里見まや、東風静、山田玲奈

第10作「四文字の殺意 ひめごと」（2008年）
- 深井みづき（化粧品会社社員） - 内山理名（少女時代：小野花梨）
- 志方暁（設計技師・由加子の不倫相手） - 津田寛治
- 深井覚（みづきの従兄弟） - 細山田隆人
- 日野友江（由加子の友人） - 茅島成美
- 竹尾一二三（静岡県警刑事） - 六平直政
- 町田陽介（静岡県警刑事） - 宮川一朗太
- 土田里香（みづきの先輩） - 中島ひろ子
- 深井勇雄（みづきの父） - 平泉成
- 梶原慎一（みづきの上司） - 大友康平
- 屋形船船頭 - 村田雄浩
- 深井由加子（みづきの母） - 阿木燿子
- 加藤満、古川康大、河井誠、竹山メリー、岡亮、深水三章

第11作「湖に佇つ人 鬼の棲む老舗旅館」（2009年）
- 上滝ゆき子（弁護士） - 室井滋（少女時代：飯田里穂）
- 加賀山操（「湖月楼」若女将） - 麻生祐未（少女時代：高宗歩未）
- 加賀山譲吉（「湖月楼」主人） - 朝倉伸二
- 沖了二（実業家） - 冨家規政
- 青木定子（「湖月楼」事務員） - 広岡由里子
- 平石（大社署警部） - 斉藤暁
- 後藤万作（弁護士） - 三田村周三
- 若水（大社署警部補） - 遠藤カチヲ
- 田中みどり（ゆき子の助手） - 堀ひろこ
- 出水栄吉（操の父） - 日野陽仁
- 上滝正己（ゆき子の父） - 竹本和正
- 定子の娘 - 今泉野乃香
- 「湖月楼」仲居 - 若葉要、笠井里美
- 井上（「湖月楼」板長） - 諏訪部仁
- 大社署刑事 - 山本勝、五王四郎、中田敦夫
- 「湖月楼」常連客 - 田村元治
- 加賀山房江（「湖月楼」大女将） - 八千草薫
- 畠山拓也、大野美幸、天野和義、野々村のん

第12作「無敵の法律事務所! 弁護の鉄人 橘明日香」（2015年）
- 橘明日香（弁護士） - 沢口靖子
- 鎌田幹生（橘明日香の助手） - 片岡鶴太郎
- 五十嵐正樹（企業顧問） - 榎木孝明
- 貝塚陽子（貝塚遥の母） - 酒井美紀
- 笹井玲子（笹井健太の母・デザイン事務所経営者） - 東風万智子
- 佐伯修造（「ブラウンモーツァルト」会長） - 西岡德馬
- 望月優介（佐伯修造の秘書） - 片岡信和
- 土屋賢治（自由が丘署刑事） - 近江谷太朗
- 真部美波（弁護士事務所事務員） - 池澤あやか
- 本田真（自由が丘署刑事） - 佐々木岳史
- 内海圭太（5年前の自動車事故の東郷の同乗者） - 三上陽永
- 矢代昌美（矢代美久の母） - 中村綾
- 矢代尚之（「ブラウンモーツァルト」社員） - ノモガクジ
- 浜田とし江（浜田結衣の母） - 梅沢昌代
- 磯部明（タクシー運転手） - 小宮孝泰
- 秘書 - 沢井美優
- 東郷に無断で車を使われた男 - 小野ゆたか
- 浜田結衣（5年前の自動車事故の犠牲者） - 小野川晶
- 笹井玲子の母 - 芝村洋子
- 東郷宏康（5年前の自動車事故の加害者） - 久保龍一
- 花村稔（5年前の自動車事故の東郷の同乗者） - 野沢大悟
- 浜田結衣の友人 - 宮下ともみ
- 笹井玲子の同級生 - 伊藤麻実子
- 尾上尚美（弁護士事務所の依頼人） - さくらかおり
- 矢代美久（5年前の自動車事故で助かった少女） - 延命杏咲実（幼少時代：溝口咲來）
- 貝塚遥（5年前の自動車事故の犠牲者） - 遠矢倖望
- 笹井健太（5年前の自動車事故の犠牲者） - 石島琉壱
- 岩渕敏司、大佐藤崇、吉川裕朋

## スタッフ
- 原作 - 夏樹静子
- 脚本 - 岡本克己（第1作）、古田求（第2作）、篠崎好（第3作・第9作）、吉本昌弘（第4作）、池田太郎（第5作）、田子明弘（第6作）、高木凛（第7作・第11作）、小森名津（第8作）、武井由美（第10作）、田中孝治（第12作）
- 監督 - 松島稔（第1作）、出目昌伸（第2作）、五木田亮一（第3作）、赤羽博（第4作）、小林俊一（第5作）、高坂勉（第6作）、堀川とんこう（第7作・第11作）、小田切正明（第8作）、竹安正嗣（第9作）、吉本潤（第10作）、桑島憲司（第12作）
- 音楽 - 大島ミチル（第1作・第6作）、小六禮次郎（第2作）、吉川清之（第10作）
- プロデューサー - 風野健治、佐々木彰、橋本かおり、高倉三郎、津島平吉、砂原博泰、小林俊一、深見桂子、不破敏之、大山勝美、小澤俊夫、桜林甫、田中浩三、足立弘平、仁平知世、横山千賀、川村庄子 ほか
- 制作 - テレビ東京、BSジャパン、東宝（第1作・第3作・第6作・第9作）、東京映画新社（第2作）、ホリプロ（第4作）、彩の会（第5作）、カズモ（第7作・第11作）、松竹（第8作）、IBS-C（第10作）、東阪企画（第12作）

## 放送日程
| 話数 | 放送日         | サブタイトル                          | 原作                      | 脚本     | 監督         | 視聴率 |
| ---- | -------------- | ------------------------------------- | ------------------------- | -------- | ------------ | ------ |
| 1    | 2001年02月28日 | 目撃 ある愛の始まり                   | 『目撃』                  | 岡本克己 | 松島稔       | 11.1%  |
| 2    | 4月11日        | 最後に愛をみたのは                    | 『最後に愛を見たのは』    | 古田求   | 出目昌伸     | 8.5%   |
| 3    | 5月02日        | 断崖 死のダイビング                   | 『断崖からの声』          | 篠崎好   | 五木田亮一   | 10.7%  |
| 4    | 5月23日        | Wの悲劇                               | 『Wの悲劇』               | 吉本昌弘 | 赤羽博       | 9.8%   |
| 5    | 7月18日        | 死刑台のロープウェイ                  | 『死刑台のロープウェイ』  | 池田太郎 | 小林俊一     | 11.8%  |
| 6    | 2002年05月08日 | 喪失 ある殺意のゆくえ                 | 『喪失 ある殺意のゆくえ』 | 田子明弘 | 高坂勉       | 12.3%  |
| 7    | 7月24日        | 駅に佇つ人                            | 『駅に佇つ人』            | 高木凛   | 堀川とんこう | 9.6%   |
| 8    | 2003年07月16日 | Cの悲劇                               | 『Cの悲劇』               | 小森名津 | 小田切正明   | 9.0%   |
| 9    | 12月10日       | 訃報は午後二時に届く                  | 『訃報は午後二時に届く』  | 篠崎好   | 竹安正嗣     | 10.2%  |
| 10   | 2008年02月06日 | 四文字の殺意 ひめごと                 | 『四文字の殺意 ひめごと』 | 武井由美 | 吉本潤       | 7.1%   |
| 11   | 2009年01月28日 | 湖に佇つ人 鬼の棲む老舗旅館           | 『湖に佇つ人』            | 高木凛   | 堀川とんこう | 8.7%   |
| 12   | 2015年06月03日 | 無敵の法律事務所! 弁護の鉄人 橘明日香 | 『乗り遅れた女』          | 田中孝治 | 桑島憲司     | 6.6%   |